# Russen in Finnland
Die Russen in Finnland sind eine sprachliche Minderheit in Finnland. Russisch ist die Muttersprache von fast 49.000 Bürgern in Finnland, das entspricht etwa 0,8 % der Bevölkerung.
Russische Staatsbürger, die vor dem Zweiten Weltkrieg nach Finnland einwanderten, werden als „alte Russen“ bezeichnet. Eine spätere Einwanderungswelle aus Russland kam nach dem Zerfall der Sowjetunion mit den Kareliern und Finnen aus Ingermanland. Über 28.000 in Finnland registrierte Personen besaßen 2009 die russische Staatsangehörigkeit und bildeten damit die größte Ausländergruppe des Landes.
Bis Anfang 2022 erfolgte die russische Einwanderung nach Finnland überwiegend aufgrund von Heirat und familiären Bindungen. Nach dem russischen Überfall auf die Ukraine 2022 stiegen die Einwanderungszahlen aus Russland stark an.

## Geschichte
Die erste Einwanderungswelle von Russen begann im frühen 18. Jahrhundert, als Finnland noch Teil des schwedischen Königreiches war. Ins Großfürstentum Finnland, von 1809 bis 1917 ein mit einer weitgehenden inneren Autonomie ausgestatteter Teil des Russischen Reiches, immigrierten etwa 40.000 russische Soldaten sowie rund 600 Arbeiter und Geschäftsleute. Als Finnland 1917 die Unabhängigkeit erlangte, kehrten viele Soldaten nach Russland zurück. Eine Reihe von Geschäftsleuten aber blieb, darunter die Familie Sinebrychoff. Während der Russischen Revolution flohen viele Adelige und Offiziere nach Finnland. Allein während des Kronstädter Matrosenaufstandes im März 1921 waren das etwa 1600 Offiziere. Die größte Flüchtlingswelle gab es aber gegen Ende der Revolution 1922 mit etwa 35.000 Russen. Von denen besaßen die meisten für lange Zeit den Nansen-Pass, ein Pass für staatenlose Flüchtlinge und Emigranten. Russen, die während dieser Einwanderungswellen immigrierten, werden als „alte Russen“ bezeichnet; davon leben heute etwa 3000 bis 5000 Nachkommen in Finnland.
Während des Zweiten Weltkriegs wurden etwa 15.000 finnische Russen in Gefangenenlager deportiert. Nach dem Krieg konnten junge Russen, die in der finnischen Armee gedient hatten, die finnische Staatsbürgerschaft erhalten.
Nach dem Zerfall der Sowjetunion kam auf Finnland eine zweite große Einwanderungswelle zu. Viele russische Gastarbeiter kamen nach Finnland, um in niedrig bezahlten Jobs zu arbeiten. In den 1990er Jahren nahm die Immigration stetig zu. Hauptsächlich wanderten Nachkommen der ingermanländischen Finnen nach Finnland ein. Im frühen 17. Jahrhundert siedelten sich in Ingermanland, eine historische schwedische Provinz im nordwestlichen Russland rund um das heutige Sankt Petersburg, neben Schweden viele Finnen an. Ihnen wurde seit den 1990er Jahren das Recht auf „Rückkehr“ nach Finnland zugestanden.
Seit der Jahrtausendwende erwarben viele Russen Eigentum in Ostfinnland, darunter Ferienhäuser und Eigenheime. Im Jahr 2007 kauften Russen Immobilien im Wert von 76 Millionen Euro. Während 2003 ein Viertel der Immobilienkäufer aus Russland stammten, machten sie im Jahr 2007 bereits drei Viertel der Käufer aus. Für die wohlhabenden Russen stellt Finnland ein Ort dar, der nur im geringen Maße von Umweltverschmutzung und Kriminalität betroffen ist. Bei den Finnen stößt das jedoch auf wenig Akzeptanz, da sie sich ausgenutzt fühlen.
2022 kamen mehr als 6000 Einwanderer aus Russland nach Finnland. Gegenüber dem Vorjahr entspricht dies mehr als einer Verdoppelung. Selbst 1991, dem Jahr des Zusammenbruchs der Sowjetunion, war die Zahl der Einwanderer niedriger. Viele Russen beantragen Asyl. Ein häufiger Grund für russische Männer ist die Flucht vor dem Militärdienst, insbesondere nach der Teilmobilmachung. Nach der Teilmobilisierung hat Finnland die Einreiseregeln für Russen deutlich verschärft.

## Bevölkerung
Im Jahr 2008 gab es nach einer Zählung der Statistics Finland 48.740 Sprechende des Russischen. 2009 gab es 28.210 Einwohner mit russischer Staatsbürgerschaft. – einschließlich Personen mit doppelter Staatsbürgerschaft. Es finden sich auch Russen, die nur die finnische Staatsbürgerschaft erhielten, und estnische Russen. Die Hälfte der russischsprachigen Einwanderer stellen aber ingermanländische Finnen und andere Angehörige finno-ugrischer Völker wie die Karelier. Heirat und familiäre Bindung stellen einen weiteren Grund für die Immigration dar. Von allen Eheschließungen zwischen Ausländern und Finnen geschieht die häufigste zwischen einem finnischen Mann und einer russischen Frau. Im Jahr 2003 standen 3500 Eheschließungen dieser Art lediglich 300 geschlossene Ehen zwischen einer finnischen Frau und einem russischen Mann gegenüber.

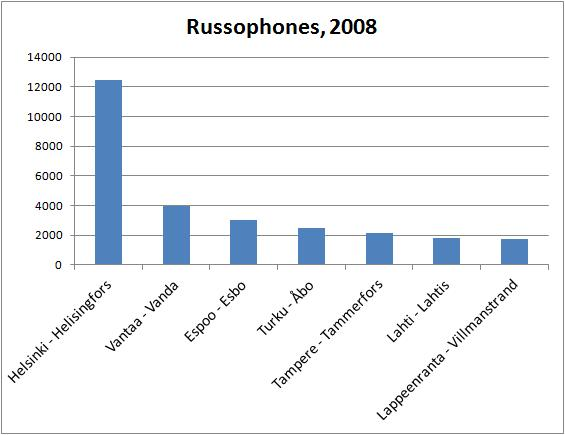
Anzahl der russischsprachigen Bevölkerung in einigen finnischen Städten im Jahr 2008

| Russischsprachige Bevölkerung 2008 | Russischsprachige Bevölkerung 2008 | Russischsprachige Bevölkerung 2008 | Russischsprachige Bevölkerung 2008 |
| Stadt                              | Anzahl                             | Zuwachs von 2000 bis 2008          |                                    |
| ---------------------------------- | ---------------------------------- | ---------------------------------- | ---------------------------------- |
| Helsinki                           | 12 470                             | 54,8 %                             |                                    |
| Vantaa                             | 3 958                              | 138,3 %                            |                                    |
| Espoo                              | 3 029                              | 95,0 %                             |                                    |
| Turku                              | 2 495                              | 38,8 %                             |                                    |
| Tampere                            | 2 121                              | 74,9 %                             |                                    |
| Lahti                              | 1 787                              | 50,7 %                             |                                    |
| Lappeenranta                       | 1 711                              | 62,2 %                             |                                    |
| Kotka                              | 1 253                              | 226,3 %                            |                                    |
| Jyväskylä                          | 1 168                              | 57,2 %                             |                                    |
| Kouvola                            | 1 097                              | 47,6 %                             |                                    |
| Joensuu                            | 1 074                              | 64,0 %                             |                                    |

## Religion
Während die ingermanländischen Finnen protestantisch sind, gehört die Mehrheit der Russen der Russisch-Orthodoxen Kirche an. Die seit 1921 autonome Orthodoxe Kirche Finnlands zählt rund 60.000 Gläubige in 24 Gemeinden, was etwa 1,1 % der Bevölkerung entspricht. Seit dem Mittelalter verbreitete sich das orthodoxe Christentum von Nowgorod aus vor allem nach Karelien. Mit dem Zuzug russischer Beamter und Militärs während der russischen Herrschaft in Finnland bildeten sich auch orthodoxe Gemeinden in den Großstädten des Landes. Durch die Abtretung großer Teile Kareliens an die Sowjetunion nach der Niederlage im Zweiten Weltkrieg wurden auch zehntausende orthodoxe Gläubige aus Karelien nach Finnland umgesiedelt. Mit der Einwanderung von „neuen Russen“ aus den Nachfolgestaaten der Sowjetunion hat sich seit den 1990er Jahren die Anzahl der orthodoxen Christen deutlich erhöht; es entstanden viele kleine russisch-orthodoxe Kirchen.

## Arbeit
Die Russen sind auf dem finnischen Arbeitsmarkt bisher schlecht integriert. Obwohl 40 % von ihnen eine abgeschlossene Universitäts- oder Hochschulausbildung haben – gegenüber 30 % bei den Finnen – ist die Arbeitslosigkeit unter den Russen deutlich höher als unter den finnischen Beschäftigten. Zwar finden Russen und Esten schneller einen Arbeitsplatz als beispielsweise Flüchtlinge aus Ländern der Dritten Welt, doch ist die Arbeitslosigkeit verglichen mit den Esten bei den Russen doppelt so hoch. Im Jahr 2001 waren 40 % der Russen und 20 % der Esten in Finnland arbeitslos. Ein Grund ist, dass die ingermanländischen Immigranten gegenüber den Esten keine Arbeitserlaubnis benötigen, während die Esten zusätzlich noch eine Unterkunft vorweisen müssen, bevor sie sich in Finnland niederlassen.

## Kultur
1998 wurde die russischsprachige Zeitung Spektr gegründet. Daneben gibt es den russischsprachigen Radiokanal Radio Sputnik (Russkoje Radio Helsinki).

## Klagen über Rassismus
2007 veröffentlichte die „Europäische Kommission gegen Rassismus und Intoleranz“ (ECRI) ihren dritten Bericht über Finnland. Dort empfiehlt die ECRI, die negative Einstellung der Gesellschaft und Anzeichen von Intoleranz gegenüber den Russen stärker zu bekämpfen. Vertreter der russischsprachigen Gemeinschaft wiesen die ECRI darauf hin, dass es an entschlossenen Taten auf Seiten der finnischen Behörden mangele und sich der Konflikt seit dem zweiten Bericht des ECRI verstärkt habe. Der ECRI wurde berichtet, dass Russen Zielscheibe von Gewalt geworden wären, die mindestens in einem Fall tödlich verliefe, und dass die Polizei den Aggressionen nicht immer ausreichend entgegenwirke. Über rassistisch motivierte Belästigungen und Schikanieren von russischen Schulkindern wurde ebenfalls häufig berichtet. Zudem galt die Aufmerksamkeit der ECRI antirussischem Material, das zu rassistischem Hass aufhetzte, abfälligen Ausdrücken sowie die negative Darstellung der Russen in den finnischen Medien.

## Bekannte Russen in Finnland
- Oskar Stark (Vizeadmiral) (1846–1928), Vizeadmiral in der Kaiserlich Russischen Marine
- Anna Alexandrowna Wyrubowa (1884–1964), Hoffräulein und engste Vertraute der Zarin Alexandra Fjodorowna
- Sinebrychoff Familie
- George de Godzinsky (1914–1994), Komponist und Dirigent
- Viktor Klimenko (* 1942), Sänger
- Sammy Babitzin (1948–1973), Sänger und Bruder von Kirill Babitzin
- Kirill Babitzin (1950–2007), Musiker
- Alexei Eremenko (* 1983), Fußballspieler
- Roman Eremenko (* 1987), Fußballspieler